# Honto ni atta kowai hanashi: Jushiryō
Honto ni atta kowai hanashi: Jushiryō (ほんとにあった怖い話 呪死霊?) es una antología J-Horror compuesta por tres cortometrajes producidos por Nikkatsu Corporation y dirigidos por Hideo Nakata en 1992.

## Argumento
Norowareta ningyō (呪われた人形?)
Satomi cuenta a sus amigos cómo una día comenzó a escuchar una voz que la llamaba y la condujo hasta una muñeca de porcelana, herencia familiar. A partir de ese momento comenzaron a suceder extrañas cosas. Cuando Satomi intentó deshacerse de la muñeca no le fue tan fácil.
Shiryou no taki (死霊の滝?)
Takako ha perdido recientemente a su marido e intenta que su hijo Yuta se distraiga haciendo un viaje a un camping. Ellos acampan con unos amigos junto a una cascada, donde reciben la visita del espíritu de una mujer que cree que Yuta es su hijo y lo reclama.
Yūrei no sumu ryokan (幽霊の棲む旅館?)
Akemi, Kyoko y Yukari pasan un fin de semana en una vieja posada tradicional. Aunque Kyoko tiene una sensación extraña, las jóvenes desconocen el sombrío y misterioso pasado del edificio. Entonces comienzan a sucederse extraños acontecimientos que reproducen los trágicos sucesos del pasado.

## Reparto
- Michiko Hada como Satomi.
- Miyoko Akaza como madre de Satomi.
- Maiko Kawakami como Etsuko.
- Mitsuko Oka como Takako.
- Shuuji Takiguchi como Yuta.
- Shin'ichiro Mikami como marido de Takako.
- Yasuyo Shirashima como Kyoko.
- Yuma Nakamura como Akemi.
- Miki Mizumo como Yuriko.